# Tombe dei giganti della città metropolitana di Cagliari
Le tombe dei giganti della città metropolitana di Cagliari:

## Tombe dei giganti
| Nome                                         | Comune            | Coordinate           | Mappa |
| -------------------------------------------- | ----------------- | -------------------- | ----- |
| tomba dei giganti di Canneri                 | Ballao            | 39.55809°N 9.33234°E | Mappa |
| tomba dei giganti di Canneri II              | Ballao            | 39.55722°N 9.33612°E | Mappa |
| tomba dei giganti di Cuccuru sa Cruxi        | Barrali           | 39.46991°N 9.09995°E | Mappa |
| tomba dei giganti di Masone Pardu            | Castiadas         | 39.25549°N 9.51005°E | Mappa |
| tomba dei giganti di su Tiriaxu              | Dolianova         | 39.41302°N 9.21958°E | Mappa |
| tomba dei giganti di Terri                   | Dolianova         | 39.42539°N 9.23734°E | Mappa |
| tomba dei giganti di Brabudu                 | Domus de Maria    | 38.98718°N 8.86899°E | Mappa |
| tomba dei giganti di s'Arcu e s'Arena        | Domus de Maria    | 38.92024°N 8.84034°E | Mappa |
| tomba dei giganti di Giuanni Porcu           | Donori            | 39.437°N 9.14622°E   | Mappa |
| tomba dei giganti di Mitza su Tutturu        | Escolca           | 39.64593°N 9.06054°E | Mappa |
| tomba dei giganti di Costa de Lepori         | Esterzili         | 39.74738°N 9.30281°E | Mappa |
| tomba dei giganti di Genna 'e Cussa I        | Esterzili         | 39.72239°N 9.37273°E | Mappa |
| tomba dei giganti di Genna 'e Cussa II       | Esterzili         | 39.72157°N 9.37277°E | Mappa |
| tomba dei giganti di Genna 'e Cussa III      | Esterzili         | 39.72138°N 9.37284°E | Mappa |
| tomba dei giganti di Monte Nieddu I          | Esterzili         | 39.69468°N 9.31831°E | Mappa |
| tomba dei giganti di Monte Nieddu II         | Esterzili         | 39.69452°N 9.31713°E | Mappa |
| tomba dei giganti di Monte Nieddu III        | Esterzili         | 39.69608°N 9.31659°E | Mappa |
| tomba dei giganti di Monte Nieddu IV         | Esterzili         | 39.69579°N 9.3177°E  | Mappa |
| tomba dei giganti di Pauli 'e Trigus         | Esterzili         | 39.77519°N 9.34365°E | Mappa |
| tomba dei giganti di sa Ucca 'e is Canis     | Esterzili         | 39.73903°N 9.28881°E | Mappa |
| tomba dei giganti di sa Xea 'e Molis         | Esterzili         | 39.72842°N 9.27798°E | Mappa |
| tomba dei giganti di San Sebastiano          | Esterzili         | 39.7797°N 9.27287°E  | Mappa |
| tomba dei giganti di s'Omu 'e Nannis         | Esterzili         | 39.73512°N 9.287°E   | Mappa |
| tomba dei giganti di Taccu 'e Linu I         | Esterzili         | 39.71958°N 9.30461°E | Mappa |
| tomba dei giganti di Taccu 'e Linu II        | Esterzili         | 39.71939°N 9.30464°E | Mappa |
| tomba dei giganti di Taccu 'e Linu III       | Esterzili         | 39.71922°N 9.30446°E | Mappa |
| tomba dei giganti di is Spiluncheddas        | Genoni            | 39.79831°N 8.99667°E | Mappa |
| tomba dei giganti di Preganti                | Gergei            | 39.68934°N 9.09092°E | Mappa |
| tomba dei giganti di sa Mandara              | Guasila           | 39.54997°N 9.01364°E | Mappa |
| tomba dei giganti di sa Mandara II           | Guasila           | 39.55011°N 9.01391°E | Mappa |
| tomba dei giganti di Calafrigidadda          | Isili             | 39.73194°N 9.1251°E  | Mappa |
| tomba dei giganti di is Casteddus            | Isili             | 39.77284°N 9.13148°E | Mappa |
| tomba dei giganti di Murisiddi               | Isili             | 39.7537°N 9.08862°E  | Mappa |
| tomba dei giganti di Pranu Tres Litteras     | Isili             | 39.74776°N 9.16572°E | Mappa |
| tomba dei giganti di Ruina Ilixi             | Mandas            | 39.66822°N 9.10272°E | Mappa |
| tomba dei giganti di Murta Sterria 'e Pizzus | Maracalagonis     | 39.27056°N 9.37296°E | Mappa |
| tomba dei giganti di Pedrera                 | Monastir          | 39.38398°N 9.04714°E | Mappa |
| tomba dei giganti di Bau s'Arena             | Muravera          | 39.28806°N 9.57659°E | Mappa |
| tomba dei giganti di Mitza sa Granaccia I    | Muravera          | 39.26785°N 9.57271°E | Mappa |
| tomba dei giganti di Mitza sa Granaccia II   | Muravera          | 39.26487°N 9.57177°E | Mappa |
| tomba dei giganti di Mont'Arbu               | Muravera          | 39.31123°N 9.55315°E | Mappa |
| tomba dei giganti di Monte su Zippiri        | Muravera          | 39.36956°N 9.57823°E | Mappa |
| tomba dei giganti di s'Acqua Seccis          | Muravera          | 39.38209°N 9.58518°E | Mappa |
| tomba dei giganti di su Braccu               | Muravera          | 39.38971°N 9.5878°E  | Mappa |
| tomba dei giganti di Aiodda                  | Nurallao          | 39.77172°N 9.0779°E  | Mappa |
| tomba dei giganti di su Taccu                | Nurallao          | 39.78723°N 9.10942°E | Mappa |
| tomba dei giganti di Perdas de Fogu          | Nurri             | 39.69006°N 9.21221°E | Mappa |
| tomba dei giganti di Pitzu Ungronis          | Nurri             | 39.69853°N 9.28652°E | Mappa |
| tomba dei giganti di Stessei                 | Nurri             | 39.69521°N 9.29251°E | Mappa |
| tomba dei giganti di Trebetza                | Nurri             | 39.75585°N 9.21578°E | Mappa |
| tomba dei giganti di Cranaxolu               | Orroli            | 39.6211°N 9.28414°E  | Mappa |
| tomba dei giganti di su Pranu                | Orroli            | 39.66884°N 9.29092°E | Mappa |
| tomba dei giganti di su Pranu II             | Orroli            | 39.66123°N 9.29611°E | Mappa |
| tomba dei giganti di Taccu 'e Caronas        | Orroli            | 39.6513°N 9.21112°E  | Mappa |
| tomba dei giganti di Santu Pedru             | Pimentel          | 39.50611°N 9.07453°E | Mappa |
| tomba dei giganti di Cuccumeu                | Pula              | 39.02849°N 8.97012°E | Mappa |
| tomba dei giganti di Mannu Sannu             | Pula              | 39.01596°N 8.95412°E | Mappa |
| tomba dei giganti di su Tintioni             | Pula              | 39.001°N 8.97709°E   | Mappa |
| tomba dei giganti di Niu 'e Crobu            | Quartu Sant'Elena | 39.22265°N 9.30689°E | Mappa |
| tomba dei giganti di sa Domu 'e s'Orku       | Quartucciu        | 39.25752°N 9.35972°E | Mappa |
| tomba dei giganti di is Argioleddas          | Samatzai          | 39.49252°N 9.02706°E | Mappa |
| tomba dei giganti di San Pietro Oliri        | Samatzai          | 39.52443°N 9.02775°E | Mappa |
| tomba dei giganti di s'Arena I               | Samatzai          | 39.52119°N 9.01732°E | Mappa |
| tomba dei giganti di s'Arena II              | Samatzai          | 39.52005°N 9.01896°E | Mappa |
| tomba dei giganti di Ortu                    | San Basilio       | 39.51646°N 9.25041°E | Mappa |
| tomba dei giganti di Antigori I              | Sarroch           | 39.0972°N 9.00393°E  | Mappa |
| tomba dei giganti di Antigori II             | Sarroch           | 39.09271°N 8.99896°E | Mappa |
| tomba dei giganti di Bacch'e Linna           | Sarroch           | 39.08659°N 8.99506°E | Mappa |
| tomba dei giganti di Balloi I                | Sarroch           | 39.06364°N 8.97608°E | Mappa |
| tomba dei giganti di Balloi II               | Sarroch           | 39.06411°N 8.97781°E | Mappa |
| tomba dei giganti di Baracca su Basoni I     | Sarroch           | 39.06413°N 9.02886°E | Mappa |
| tomba dei giganti di Baracca su Basoni II    | Sarroch           | 39.06335°N 9.02917°E | Mappa |
| tomba dei giganti di Cuccuru 'e su Fraus     | Sarroch           | 39.06641°N 9.02682°E | Mappa |
| tomba dei giganti di Guardia sa Mendula      | Sarroch           | 39.0363°N 9.02545°E  | Mappa |
| tomba dei giganti di Is Baccas               | Sarroch           | 39.04488°N 9.02363°E | Mappa |
| tomba dei giganti di Mereu                   | Sarroch           | 39.03063°N 9.01231°E | Mappa |
| tomba dei giganti di Monte Arrubieddu II     | Sarroch           | 39.05236°N 9.00395°E | Mappa |
| tomba dei giganti di Monte Arrubiu I         | Sarroch           | 39.05009°N 9.00407°E | Mappa |
| tomba dei giganti di Monte Arrubiu II        | Sarroch           | 39.0498°N 9.00389°E  | Mappa |
| tomba dei giganti di Mussara I               | Sarroch           | 39.04651°N 9.00802°E | Mappa |
| tomba dei giganti di Mussara II              | Sarroch           | 39.04696°N 9.00815°E | Mappa |
| tomba dei giganti di Perd'e Sali             | Sarroch           | 39.03225°N 9.02708°E | Mappa |
| tomba dei giganti di Podere S. Cesare        | Sarroch           | 39.04846°N 9.00061°E | Mappa |
| tomba dei giganti di sa Femmina Morta        | Sarroch           | 39.06674°N 8.97204°E | Mappa |
| tomba dei giganti di San Liberno             | Sarroch           | 39.07919°N 9.00027°E | Mappa |
| tomba dei giganti di s'Arcu de Mussara       | Sarroch           | 39.04077°N 9.01005°E | Mappa |
| tomba dei giganti di Sarroch I               | Sarroch           | 39.06518°N 9.01779°E | Mappa |
| tomba dei giganti di Sarroch II              | Sarroch           | 39.06475°N 9.0192°E  | Mappa |
| tomba dei giganti di su Nuraxeddu            | Sarroch           | 39.0931°N 9.00113°E  | Mappa |
| tomba dei giganti di Tanca su Foxi           | Sarroch           | 39.0712°N 9.02295°E  | Mappa |
| tomba dei giganti di Villaggio Moratti       | Sarroch           | 39.05213°N 8.99897°E | Mappa |
| tomba dei giganti di Arcu su Crabiolu        | Sinnai            | 39.26975°N 9.42469°E | Mappa |
| tomba dei giganti di Baiocca I               | Sinnai            | 39.33234°N 9.29556°E | Mappa |
| tomba dei giganti di Baiocca II              | Sinnai            | 39.33498°N 9.29846°E | Mappa |
| tomba dei giganti di Conca 'e Idda           | Sinnai            | 39.29646°N 9.28342°E | Mappa |
| tomba dei giganti di Ferricci                | Sinnai            | 39.14895°N 9.43576°E | Mappa |
| tomba dei giganti di Funtana Landiri I       | Sinnai            | 39.29974°N 9.27017°E | Mappa |
| tomba dei giganti di Funtana Landiri II      | Sinnai            | 39.29797°N 9.26628°E | Mappa |
| tomba dei giganti di sa Rocca Arrubia        | Sinnai            | 39.18532°N 9.45033°E | Mappa |
| tomba dei giganti di Sant'Itroxia            | Sinnai            | 39.33457°N 9.27762°E | Mappa |
| tomba dei giganti di su Rei                  | Sinnai            | 39.33458°N 9.32807°E | Mappa |
| tomba dei giganti di su Rei II               | Sinnai            | 39.33475°N 9.32838°E | Mappa |
| tomba dei giganti di su Zinnibiri            | Sinnai            | 39.3042°N 9.19316°E  | Mappa |
| tomba dei giganti di Taulaxia I              | Sinnai            | 39.32279°N 9.24869°E | Mappa |
| tomba dei giganti di Taulaxia II             | Sinnai            | 39.32306°N 9.24879°E | Mappa |
| tomba dei giganti di Taulaxia III            | Sinnai            | 39.32276°N 9.24944°E | Mappa |
| tomba dei giganti di Zinnibireddu I          | Sinnai            | 39.34101°N 9.31432°E | Mappa |
| tomba dei giganti di Zinnibireddu II         | Sinnai            | 39.33889°N 9.31419°E | Mappa |
| tomba dei giganti di Cuccumeu                | Villa San Pietro  | 39.03231°N 8.95777°E | Mappa |
| tomba dei giganti di Perda 'e Accuzzai       | Villa San Pietro  | 39.05401°N 8.97011°E | Mappa |
| tomba dei giganti di su Lilloni I            | Villa San Pietro  | 39.07199°N 8.92413°E | Mappa |
| tomba dei giganti di su Lilloni II           | Villa San Pietro  | 39.072°N 8.92201°E   | Mappa |
| tomba dei giganti di su Lilloni III          | Villa San Pietro  | 39.07254°N 8.92199°E | Mappa |
| tomba dei giganti di Bruncu Pedrarba         | Villaputzu        | 39.53613°N 9.56588°E | Mappa |
| tomba dei giganti di sa Spadula              | San Vito          | 39.36°N 9.56513°E    | Mappa |
| tomba dei giganti di Sant'Aleni              | San Vito          | 39.3474°N 9.54764°E  | Mappa |
| tomba dei giganti di Anulu                   | Seui              | 39.8529°N 9.37616°E  | Mappa |
| tomba dei giganti di Ardassai                | Seui              | 39.89168°N 9.33659°E | Mappa |
| tomba dei giganti di Cuccuru 'e Pardu        | Seui              | 39.87945°N 9.33952°E | Mappa |
| tomba dei giganti di Mondia                  | Teulada           | 38.94075°N 8.80206°E | Mappa |
| tomba dei giganti di Punta della Torre       | Teulada           | 38.93211°N 8.72184°E | Mappa |
| tomba dei giganti di sa Marigosa             | Teulada           | 39.01579°N 8.66127°E | Mappa |
| tomba dei giganti di s'Arcu 'e su Re         | Teulada           | 39.02431°N 8.67335°E | Mappa |
| tomba dei giganti di Moru Pintau             | Villamar          | 39.64608°N 8.96609°E | Mappa |
| tomba dei giganti di Rio Antas               | Villaputzu        | 39.54996°N 9.59079°E | Mappa |
| tomba dei giganti di Giardoni                | Villasimius       | 39.14068°N 9.48448°E | Mappa |
| tomba dei giganti di Gutturu Longu           | Villasor          | 39.39272°N 8.80705°E | Mappa |